# Josh Morris
Joshua Morris, detto Josh (Preston, 30 settembre 1991), è un calciatore inglese, centrocampista o difensore svincolato.

## Carriera

### Club
Nel 2004, all'età di 13 anni, entra nel settore giovanile del Blackburn, dove rimane fino al 2010.
Il 15 settembre 2010, ha firmato un contratto di due anni fino all'estate 2012 con una opzione di un ulteriore anno a Ewood Park; ha esordito tra i professionisti il 27 novembre 2010, disputando una partita di Premier League persa per 7-1 contro il Manchester Utd, nella quale ha servito l'assist per l'unica rete della sua squadra; subentra poi dalla panchina nel secondo tempo anche nella sfida della settimana successiva contro il Wolverhampton (vittoria per 3-0 per i Rovers), mentre il 1º gennaio 2011 entra in campo al 23' del primo tempo nella sconfitta sul campo del Sunderland; la sua quarta ed ultima presenza in campionato arriva invece il 5 gennaio contro il Liverpool (successo per 3-1 per il Blackburn); nel corso della stagione gioca inoltre anche una partita in FA Cup. Nella stagione 2011-2012, che il Blackburn conclude con una retrocessione in seconda divisione, Morris gioca in totale altre 2 partite nella prima divisione inglese, una nel mese di dicembre contro il Manchester United ed una nel mese di maggio contro il Chelsea; il 22 febbraio 2012, inoltre, essendo il suo contratto in scadenza a fine stagione, firma un nuovo accordo della durata di due anni e mezzo (ovvero di fatto fino al termine della stagione 2013-2014) con il Blackburn. Durante la stagione (nel periodo intercorso tra la sua prima e la sua seconda presenza stagionale con il Blackburn) ha inoltre trascorso un periodo in prestito nella terza divisione inglese allo Yeovil Town, con cui ha giocato 5 partite in questa categoria.
Inizia con mezza stagione di prestito (questa volta però in quarta divisione) anche la stagione 2012-2013, giocandov 5 partite con la maglia del Rotherham Utd; una volta rientrato alla base, trascorre il resto della stagione in seconda divisione, giocando in totale 10 partite di campionato, tutte nella seconda metà della stagione (è infatti rientrato alla base a fine dicembre ed ha fatto il suo esordio in questo torneo l'11 gennaio 2013 in un pareggio per 1-1 sul campo del Wolverhampton); in particolare, trascorre gli ultimi due mesi della stagione da titolare fisso del club biancazzurro, venendo impiegato prevalentemente sulla fascia sinistra e disputando 7 partite da titolare, tutte concentrate negli ultimi due mesi di stagione (dal 27 marzo 2013 alla fine della stagione, infatti, gioca in tutte e 8 le ultime partite di campionato, 7 delle quali appunto nell'undici iniziale). Inizia la stagione seguente con un'altra presenza ad inizio stagione (il 27 agosto 2013) nel medesimo ruolo nell'incontro vinto per 5-2 contro il Barnsley, salvo poi nel corso dell'annata venire ceduto in prestito (dal 28 ottobre 2013 al 1º gennaio 2014) in terza divisione al Carlisle Utd (6 presenze) dal momento che trovava poco spazio nel Blackburn (dopo la già citata presenza con il Barnsley ha infatti giocato solamente ulteriori 3 partite in campionato ed una partita in Coppa di Lega con i Rovers).
Sempre per lo stesso motivo, il 25 febbraio 2014 viene ceduto in prestito per un mese al Fleetwood Town, in quarta divisione; il giorno stesso del suo ingaggio ha esordito con la nuova maglia, subentrando dalla panchina nel secondo tempo della sconfitta casalinga per 4-0 per mano del Plymouth. Essendosi ritagliato un posto da titolare con il club biancorosso, il 27 marzo 2014 accetta l'estensione del suo prestito fino al termine della stagione, che il club conclude conquistando una promozione in terza divisione (e che Morris termina con 2 reti in 14 partite di campionato giocate, a cui aggiunge anche 3 presenze nei play-off, inclusa un'apparizione da titolare nella finale di Wembley vinta per 1-0 contro il Burton Albion). Il 10 luglio 2014 il difensore è poi tornato in prestito al Fleetwood Town, fino al gennaio del 2015; anche in questa sua seconda parentesi consecutiva nel club continua a giocare da titolare e a fornire buone prestazioni: tra il 28 dicembre (vittoria per 2-0 sul campo del Rochdale) ed il 3 gennaio 2015 (pareggio casalingo per 2-2) segna 3 reti in meno di una settimana, tra le quali anche la sua prima doppietta in carriera (peraltro decisiva per il risultato), contro lo Swindon Town. L'8 gennaio, appena dopo questa doppietta, il prestito viene prolungato fino al termine della stagione 2014-2015, che Morris conclude con un bilancio totale di 45 presenze ed 8 reti in campionato. Essendo a fine stagione il suo contratto con il Blackburn in scadenza Morris il 1º luglio 2015 si accorda con il Bradford City, altro club di terza divisione, con cui firma un contratto triennale; la sua permanenza con i Bantams, durante la quale realizza una rete in 13 partite di campionato giocate, è tuttavia limitata: il 15 giugno 2016, infatti, dopo una sola stagione e pur avendo altri due anni di contratto viene ceduto gratuitamente allo Scunthorpe Utd, sempre in terza divisione, firmando un contratto triennale anche con quest'ultimo club.
La sua permanenza agli Irons, che in effetti si protrae per l'intera durata del contratto stesso, si rivela decisamente più positiva per Morris: nella stagione 2016-2017 inizia infatti la sua esperienza con la nuova maglia con una rete all'esordio, il 6 agosto, nella vittoria casalinga per 3-1 sui Bristol Rovers; il 27 settembre segna invece la prima tripletta della sua carriera, risultando decisivo nella vittoria casalinga per 4-1 ai danni del Walsall. Più in generale, conclude l'annata come miglior marcatore stagionale del club con 20 reti in 52 presenze tra tutte le competizioni ufficiali, tra le quali spiccano le 19 reti in 44 partite di campionato (più 2 presenze nei play-off), competizione in cui si piazza in terza posizione in classifica marcatori (dietro solamente a Billy Sharp ed a James Vaughan). Nella stagione 2017-2018 pur non raggiungendo le vette realizzative dell'annata precedente chiude comunque la stagione ed il campionato in doppia cifra di reti ed è ancora una volta il capocannoniere stagionale dello Scunthorpe United, con 12 reti in 51 partite giocate (11 in 44 partite in campionato più 2 presenze nei play-off); trova invece decisamente meno spazio nella stagione 2018-2019 (22 presenze, 19 delle quali in campionato e 5 reti, tutte in questa competizione), in cui però subisce due fratture in serie: dal 13 ottobre al 24 novembre 2018 è infatti assente per una frattura alla mandibola, mentre dal 15 dicembre 2018 al 20 aprile 2019 (ovvero di fatto quasi al termine della stagione) è tenuto fuori dai giochi da una frattura del perone. Il 4 maggio 2019, poco dopo il suo rientro in campo dal lungo infortunio, è protagonista di un episodio che viene definito dai media come il gol più antisportivo nella storia di Home Park (lo stadio dello Scunthorpe United): nell'incontro di campionato contro il Plymouth (che lo Scunthorpe United peraltro perderà 3-2, retrocedendo in quarta divisione insieme allo stesso Plymouth alla fine della partita), realizza la rete del momentaneo 2-2 raccogliendo un rinvio sbagliato del portiere avversario Matt Macey che, infortunatosi, stava in realtà semplicemente cercando di buttare intenzionalmente il pallone fuori dal campo per ricevere soccorso dai medici: i giocatori degli Irons che un primo momento avevano frainteso l'accaduto (pensando ad un semplice errore) tuttavia anche una volta chiarito l'accaduto si sono rifiutati di fare un autogol intenzionale o comunque di lasciar segnare senza opposizione gli avversari (in modo da annullare il vantaggio effettivamente conseguito), scatenando le ire dello stesso presidente dello Scunthorpe Peter Swann, che a fine partita ha obbligato al silenzio stampa tutti i tesserati della società scusandosi con gli avversari ed ha definito come contrario allo spirito del gioco l'episodio causato dai suoi giocatori. Al termine di questa stagione, complice la retrocessione, Morris non rinnova il proprio contratto in scadenza con il club e rimane così svincolato.
In estate sceglie di fare ritorno al Fleetwood Town, sempre in terza divisione, firmando con questo club un contratto biennale pochi giorni dopo il suo addio allo Scunthorpe United. Nella stagione 2019-2020, in cui il campionato finisce per avere una durata ridotta (dalle 34 alle 36 partite a seconda del club, seguite dai play-off in estate) per via della pandemia di Covid-19, Morris riesce ancora una volta ad andare in doppia cifra con 10 reti in 43 presenze tra tutte le competizioni ufficiali, tra cui 33 presenze in campionato (più 2 nei play-off) con 7 reti segnate in questa competizione. Nella stagione 2020-2021 gioca invece con minor frequenza, totalizzando comunque 31 presenze e 2 reti tra tutte le competizioni ufficiali. Il 22 giugno 2021 scende nuovamente in quarta divisione, firmando un contratto biennale con il Salford City, venendo portato in squadra da Gary Bowyer, suo ex allenatore al Blackburn per un biennio. La sua esperienza con il club biancorosso si interrompe tuttavia dopo una sola stagione (caratterizzata da 3 reti in 24 presenze tra tutte le competizioni ufficiali) per una rescissione consensuale che consente al giocatore di firmare il giorno stesso (ovvero l'11 luglio 2022) un contratto biennale con il Motherwell.
Con la maglia degli Steelmen Morris all'età di 31 anni fa il suo esordio nelle competizioni UEFA per club: il 21 luglio 2022 gioca infatti l'intero incontro valido per i turni preliminari di Conference League perso per 1-0 in casa contro gli irlandesi dello Sligo Rovers; scende poi in campo (sempre per l'intera durata della gara) nella partita di ritorno del successivo 28 luglio, pareggiata per 2-2 in Irlanda, che sancisce l'eliminazione del Motherwell della competizione. Morris nel prosieguo della stagione gioca anche una partita in Coppa di Lega e 9 partite in campionato (3 da titolare e 6 subentrando dalla panchina), competizione che il club termina con un settimo posto in classifica.

### Nazionale
Ha giocato nella nazionale inglese Under-20, con la quale nel 2011 ha anche partecipato ai Mondiali di categoria, nei quali ha giocato 2 partite (l'incontro della fase a gironi pareggiato per 0-0 e l'incontro degli ottavi di finale perso per 1-0 contro la Nigeria, che ha sancito l'eliminazione della sua nazionale dalla competizione).